# グッバイ・ヒーロー
『グッバイ・ヒーロー』（Grand Prix Requiem）は、1987年の日米伊合作映画。

## 概要
F1グランプリにその生涯を捧げたF1レーサーに焦点を当てたドキュメンタリー映画。主に1970年-1980年代前半の記録映像で構成され、当時のインタビュー、オフショット、そしてヒーローたちの栄光と最期の瞬間が収められている。
過去の記録映像は1975年のアメリカ映画『F1グランプリ 栄光の男たち』、1978年のイタリア映画『ポールポジション』、1983年のイタリア映画『ウィニング・ラン』の映像をそのまま流用しており、クロード・デュボック、マリオ・モッラやヤン・デ・ボンがクレジットされているのはそのためである。合間に新規撮影パートとして1987年のサンマリノグランプリのレース映像、グランプリウィーク中のニキ・ラウダによるインタビューと1987年当時のF1グランプリの解説を追加している。
日米伊合作という扱いのため、クレジットやナレーションは全て英語で（矢沢永吉の歌も全編英語の歌詞）、日本公開時及びビデオは日本語字幕となっている。

## あらすじ
1987年のサンマリノグランプリを訪れたニキ・ラウダ自身へのインタビューから始まり、1975年のチャンピオン獲得、そして1976年ドイツグランプリで瀕死の重傷を負った事故映像、直後の夫人とのインタビュー映像と過去を遡り、今は亡きF1レーサーたちのストーリーが記録映像で紹介される。
合間には1987年のサンマリノグランプリ中のF1レーサーへのインタビューや、ターボ全盛、ジャパンマネーの流入といった当時のF1の状況、そして1987年にフル参戦デビューを果たしたばかりの中嶋悟が紹介される。

## 使用された記録映像
- 1976年ドイツグランプリ　ニキ・ラウダ炎上事故
- 1970年イタリアグランプリ　ヨッヘン・リント死亡事故
- 1973年　ジャッキー・スチュワートによるニュルブルクリンクのコース解説
- 1973年イギリスグランプリ　ジョディー・シェクターが発端の多重クラッシュ
- 1973年オランダグランプリ　ロジャー・ウィリアムソン炎上死亡事故
- 1955年のル・マン24時間レース メルセデス・ベンツのコースアウトによるピエール・ルヴェーと観客83名死亡事故
- 1978年モナコグランプリ　マリオ・アンドレッティが発端の多重クラッシュと再スタート後の1コーナー多重クラッシュ、ティレル・P34の走行シーン
- 1973年インディアナポリス500 ソルト・ウォルザーの事故、スウィード・サヴェージ死亡事故とその直後に発生したピットクルー  アルマンド・テランの死亡事故[注 6]
- 1977年インディアナポリス500　クレイ・レガツォーニ単独事故
- 1973年南アフリカグランプリ　クレイ・レガツォーニ炎上事故とマイク・ヘイルウッドによる救出
- 1980年ニュルブルクリンクF2レース　マンフレッド・ヴィンケルホックの縦回転事故
- 1981年インディアナポリス500 リック・メアーズピット火災事故
- 1982年オランダグランプリ　ルネ・アルヌーの単独事故
- 1980年南アフリカグランプリ　マルク・スレールの単独事故
- 1977年南アフリカグランプリ　トム・プライスとコースマーシャル死亡事故
- 1978年イタリアグランプリ　ロニー・ピーターソン炎上死亡事故
- 1977年アメリカ西グランプリ　ジェームズ・ハントの多重事故
- 1982年カナダグランプリ　リカルド・パレッティ炎上死亡事故
- 1982年ドイツグランプリ　ネルソン・ピケとエリセオ・サラザールの接触事故後の喧嘩
- 1981年イギリスグランプリ　ジル・ヴィルヌーヴの多重クラッシュ
- 1982年ベルギーグランプリ　ジル・ヴィルヌーヴ死亡事故

その他、フランソワ・セベール、マイク・ホーソーン、ジム・クラーク、ブルース・マクラーレン、ジョー・シフェール、ピーター・レブソン、グラハム・ヒル、コーリン・チャップマン、エリオ・デ・アンジェリス、バーニー・エクレストン、ルネ・アルヌーの当時の映像が紹介される。

## 1987年サンマリノグランプリのインタビュー
- ニキ・ラウダ
- アラン・プロスト
- ゲルハルト・ベルガー
- ミケーレ・アルボレート
- ナイジェル・マンセル
- アイルトン・セナ
- ネルソン・ピケ
- 中嶋悟

## スタッフ
- 編集・監督： マリオ・モッラ（ポールポジション）、クロード・デュボック（F1グランプリ 栄光の男たち）、マサオ・ナガイ（永井正夫）
- 製作総指揮：ヒロ・フルカワ（古川博三）
- 製作：アレッサンドロ・フラカッシ（ポールポジション）、ピート・リーヴェル（F1グランプリ 栄光の男たち）
- 音楽：矢沢永吉
- 撮影監督 = アントニオ・クリマーティ
- 撮影：エンニオ・グアルニエリ（ポールポジション）、ダニロ・デシデリ（ポールポジション）、ヤン・デ・ボン（ポールポジション）
- 主題歌：矢沢永吉　オープニング『Something Real』、エンディング・挿入曲『FLASH IN JAPAN』
- ナレーション：ナイジェル・ホッジ